# 蔡玉玲
蔡玉玲（1955年8月22日—），台灣女性法律界及政治界人物。。曾任中華民國行政院政務委員兼蒙藏委員會委員長。1977年自國立臺灣大學法律學系畢業，曾任宜蘭地方法院法官、彰化地方法院法官、桃園地方法院法官、臺北士林地方法院法官、IBM大中華區法務長。她與丈夫李宗德共創理慈國際科技法律事務所，並任事務所主持律師。2013年11月出任行政院政務委員兼蒙藏委員會委員長。
2019年8月，受前行政院長張善政邀請，加入韓國瑜競選2020總統之國政顧問團。

## 學歷
- 國立臺灣大學法律學系畢業(1977)

## 經歷
- 取得律師資格(1984)
- 行政院政務委員(2013.11.7 - 2016.5.19)
- 虛擬世界法規調適計劃 召集人
  - 電子商務產業發展指導小組 召集人
  - 創新創業政策會報 副召集人
  - vMaker計劃 召集人
  - 中興新村下一代新村計劃 召集人
  - 金點設計獎頒獎典禮籌備委員會 召集人
  - 加速行動寬頻服務及產業發展指導小組 協同召集人
  - 國家資訊通信發展推動小組頻譜政策規劃小組召集人
  - 資料開放諮詢小組 委員
- IBM大中華區 法務長 (香港、台灣、大陸)
- 台北士林、桃園、彰化等地方法院 法官

## 個人生平
蔡玉玲律師在公部門及企業界均有豐富經驗。
蔡玉玲律師曾任地方法院法官，之後由法官轉職進入IBM公司擔任台灣及大中華區法務長。1998年創辦「理慈國際科技法律事務所」，專長科技法律、併購、技術授權/移轉等案件。2013年11月受邀入閣擔任行政院政務委員，為少數女性閣員之一。任職期間致力推動虛擬世界發展相關法規調適、電子商務、創新創業環境、自造者運動、公司法增訂「閉鎖性股份有限公司」專節等相關政務。
卸下公職後，蔡律師仍積極投入科技創新領域，擔任台灣金融科技協會第二屆及第三屆理事長、台灣區塊鏈大聯盟法規委員會召集人、台北市政府智慧城市委員會委員、財團法人人工智慧科技基金會監事等工作。
法律領域之外，蔡律師亦致力推動女性企業領導人於董事會比例之提升，2018年發起並成立台灣女董事協會並擔任第一屆及第二屆理事長。

## 任職政務委員期間推動之政策與計劃
- vTaiwan虛擬世界法規調適計畫政策討論平台

推動虛擬世界法規調適計畫，並與g0v零時政府志工協同建立並推動「vTaiwan虛擬世界法規調適計畫」政策討論平台，提昇政策形成及法規修訂的品質，促使法令推動更快速。
- 電子商務
  - 致力推動電子商務相關法規及產業發展等政務。
  - 協同審查及推動電子支付機構管理條例(第三方支付)完成立法。
  - 推動開放網路販售乙類醫材及乙類成藥項目、網路販酒等政策。
  - 推動「公司法」增訂「閉鎖性股份有限公司」專節
  - 推動「創業家簽證」
  - 推動開放民間業者辦理股權式群眾募資
  - 推動放寬外籍白領受聘來台
  - 推動vMaker行動計劃
  - 推動以「Fab Truck」巡迴全台共497所高中職，推廣Maker精神。
  - 推動金點設計獎國際化
  - 推動匯流五法草案
  - 推動「企業資產擔保法」草案

### 引用
1. 1 2  林昀真. . 2019-08-17  [2019-11-06]. （原始内容存档于2019-11-21）.

### 來源
- 《Hit AI & Blockchain》台灣金融科技協會理事長蔡玉玲：台灣創世代有國際視野、把夢做大就能成功躍世界[]
- 台灣金融科技協會理事長蔡玉玲：政府必須對新興科技抱持更開放的態度！ （页面存档备份，存于）
- 女性治理盼成「關鍵多數」 發揮多元化影響力 （页面存档备份，存于）
- 蔡玉玲前政委 x 唐鳳政委 （页面存档备份，存于）
- 協助增加國際競爭力！台灣女董事協會理事長蔡玉玲 出任臺灣金融科技協會第二屆理事長 （页面存档备份，存于）
- pol.is in Taiwan
- Taiwan Shines a Light in the Darkness with Fintech Sandbox （页面存档备份，存于）
- 【公民科技創新者】vTaiwan制定虛擬世界法規實踐公私協作精神 （页面存档备份，存于）

| 中華民國政府職務                   | 中華民國政府職務                                         | 中華民國政府職務 |
| ---------------------------------- | -------------------------------------------------------- | ---------------- |
| 行政院                             |                                                          |                  |
| 前任： 陳明仁（代理） 正任：羅瑩雪 | 蒙藏委員會委員長 第二十九任 2013年11月6日－2016年5月20日 | 繼任： 林美珠    |